# 傅政华
傅政华（1955年3月13日—），男，汉族，河北滦县人，1973年9月加入中国共产党，1970年12月参加工作，北京大学分校法律专业毕业，法学硕士学位。中华人民共和国高级警官和政治人物。曾任中共北京市委常委、市委政法委副书记，北京市公安局党委书记、局长（后兼公安部副部长），武警北京市总队党委第一书记、第一政治委员，后任公安部副部长兼中共中央政法委委员、中央防范和处理邪教问题领导小组副组长兼610办公室主任（正部长级），公安部常务副部长、党委副书记（正部长级）。2018年至2020年，任司法部部长、中央全面依法治国委员会办公室副主任。2020年5月，退居二线，任全国政协社会和法制委员会副主任。是中国共产党第十九届中央委员会委员。2021年10月2日，因涉嫌严重违纪违法，接受纪律审查和监察调查。2022年3月31日被“双开”。7月28日，以受贿罪、徇私枉法罪在吉林省长春市中级人民法院受审，傅当庭认罪。9月22日，吉林省长春市中级人民法院以受贿罪判处傅政华死刑，缓期二年执行。

## 经历
1955年生于河北滦县，1970年参加工作，曾就读于北京大学分校干部专修科法律专业，取得在职大专学历。
历任北京市公安局刑侦处（二处）大要案队队长，刑侦处副处长兼大要案队队长，公安部刑事侦查局副局长，北京市公安局党委委员、副局长，市公安局党委副书记、副局长，曾负责查办“1996年运钞车抢劫案”、“1997年白宝山案”、“门头沟袭警案”、“黄光裕案”和“马加爵案”等大案要案。
2010年2月26日至2015年3月26日，任北京市公安局党委书记、局长。2010年7月，任中共北京市委常委。升任北京市公安局局长74天以后，北京市公安局查封了北京天上人间、名门夜宴、花都、凯富国际等四家顶级夜总会。2012年7月24日，傅政华在北京暑期网络环境整治工作部署会上表示，对利用互联网制造和传播政治谣言，攻击党和国家领导人及现行体制的，情节轻微的将予以公开警告，情节严重的要依法严厉打击。
2013年8月起，兼任公安部副部长。任内，曾负责调查周永康案。当年下半年，中国展开2013年集中打击整治网络违法犯罪专项行动。8月下旬，这场行动变得非常猛烈。这时的著名案件包括秦火火造谣集团一案，薛蛮子因嫖娼被抓一案也被认为是这场行动的一部分。一些媒体认为，这与此时傅政华新进兼任公安部副部长有关。2014年2月下旬，傅政华领导全国范围内大扫黄行动。
2015年1月，兼任中共中央政法委委员、中央防范和处理邪教问题领导小组副组长兼办公室主任、中央610办公室主任（正部长级）。法轮功团体指控傅政华多次参与取缔法轮功，于2020年12月8日国际人权日前夕被法轮功学员举报到西方29国政府，要求依法禁止傅及家人入境、并冻结其资产 。有媒体指是傅策划了709维权律师大抓捕事件。
2016年5月，升任公安部常务副部长。2016年8月，不再担任中共中央政法委委员。2017年10月，当选中国共产党第十九届中央委员会委员。
2018年3月，任中华人民共和国司法部部长、党组副书记。4月，任中央全面依法治国委员会办公室副主任。2020年4月，因年龄到限，不再担任司法部部长、党组副书记。5月19日，被增补为全国政协社会和法制委员会副主任。

### 落马
2021年10月2日，傅政华涉嫌严重违纪违法，接受中央纪委国家监委纪律审查和监察调查；两周前的9月15至17日，傅政华还参加了全国政协社会和法制委员会调研组在重庆的专题调研。他是中共十八大以来第二位落马的司法部部长、中共十九大以来第三位落马的公安部副部长。傅政华落马当天，司法部党组和北京市公安局党委分别召开会议，表示坚决拥护中央决定，肃清傅政华流毒影响。10月27日，政协第十三届全国委员会第六十次主席会议决定免去傅政华社会和法制委员会副主任职务，撤销其政协第十三届全国委员会委员资格，提请第十九次常委会会议追认。
2022年1月，中央电视台播出专题片《零容忍》，暗示当时的调查进展表明，傅政华可能涉及孙力军政治团伙。
2022年3月31日，中央紀委國家監委以异常严厉的措辞发布通報，称傅政華完全背棄理想信念，從未真正忠誠於黨和人民，徹底喪失黨性原則，毫無“四個意識”，背離“兩個維護”，政治野心極度膨脹，政治品行極為卑劣，投機鑽營，利令智昏，為達到個人政治目的不擇手段；參加孫力軍政治團伙，拉幫結派，結黨營私；在重大問題上弄虛作假、欺瞞中央，危害黨的集中統一；妄議黨中央大政方針，長期結交多名“政治騙子”，造成惡劣影響；長期違規領用和攜帶槍支，形成嚴重安全隱患；對紀法毫無敬畏，執法犯法，徇私枉法，擅權專斷，恣意妄為，造成嚴重惡劣政治後果；長期搞迷信活動，對抗組織審查。經中央紀委常委會會議研究並報中央政治局會議審議，決定給予傅政華開除黨籍處分；由國家監委給予其開除公職處分；終止其黨的十九大代表資格；收繳其違紀違法所得；將其涉嫌犯罪問題移送檢察機關依法審查起訴，所涉財物一併移送。給予其開除黨籍的處分，待召開中央委員會全體會議時予以追認。
2022年4月，傅政华涉嫌受贿、徇私枉法一案，由国家监察委员会调查终结，移送检察机关审查起诉。最高人民检察院对傅政华决定逮捕。被指首个“危害党的集中统一”的老虎，也是中共十九大后首个涉嫌徇私枉法罪的省部级落马官员。
2022年7月，吉林省长春市人民检察院向吉林省长春市中级人民法院提起公诉，起訴傅政华受贿1.17亿余元人民币、徇私枉法，对其弟付卫华犯罪问题隐瞒不报等多项罪名。7月28日，傅政华出庭受審，当庭认罪。至此，孙力军政治团伙涉及6只“政法虎”：傅政华、孙力军、王立科、龚道安、邓恢林、刘新云均已受审待判。
2022年10月12日，中共十九届七中全会确认中共中央政治局对傅政华的开除党籍处罚。
2023年1月7日在央视一套播出的电视专题片《永远吹冲锋号》第一集《第二个答案》，详细披露了傅政华案的细节。据介绍，傅政华从年轻时入党“没有真正树立起理想信念”，而是信奉只讲个人前途、热衷投机钻营的极端个人主义。他从参加工作开始就极尽钻营之能事，处心积虑寻找一切机会搞政治攀附。2008年，傅政华在北京市公安局任职期间，结识了时任公安部办公厅副主任的孙力军，自此傅政华成了孙力军政治团伙的重要成员。傅政華承認自己對孫力軍唯命是從。随着职务越来越高，傅政华政治野心更加膨胀，妄图攫取更大的政治权力和经济利益。在畸形的权欲驱使下，他甚至醉心于旁门左道，迷信政治骗子。另外傅政华还严重违反中央八项规定精神，长期违规占用多套住房、办公用房，在北京市中心长期违规占用一套700多平方米的四合院。在工作点和下属单位宾馆占用六套住房，面积高达1300平方米。他把公权力当作罗织人脉网、谋求仕途进步的筹码，一心想往高处走，从追求“官位”开始，其世界观、人生观、价值观彻底扭曲，完全背弃理想信念，从未真正忠诚于党和人民，将本应服务于人民的权力作为谋取政治资本与经济利益的“垫脚石”，对纪法毫无敬畏，执法犯法，徇私枉法，擅权专断，恣意妄为，造成严重恶劣的政治后果。

### 宣判
2022年9月22日，吉林省长春市中级人民法院公开宣判，以受贿罪判处傅政华死刑，缓期二年执行，剥夺政治权利终身，并处没收个人全部财产，在其死刑缓期执行二年期满依法减为无期徒刑后，终身监禁，不得减刑、假释，以徇私枉法罪判处有期徒刑十四年，决定执行死刑，缓期二年执行，剥夺政治权利终身，并处没收个人全部财产，在其死刑缓期执行二年期满依法减为无期徒刑后，终身监禁，不得减刑、假释；对傅政华受贿犯罪所得及孳息依法予以追缴，上缴国库。法院最终认定的受贿金额为1.17亿元。他还曾在担任北京市公安局局长期间，对其弟弟付卫华涉嫌严重犯罪问题线索隐瞒不报，不依法处置，致付卫华长期未被追诉。法院认为，傅政华受贿金额特别巨大，犯罪情节特别严重，社会影响特别恶劣，使国家和人民利益遭受特别重大损失，依法当判处死刑，但鉴于其能如实供述罪行，认罪悔罪，积极退赃，提供其他重大案件线索经查证属实，有重大立功表现，遂做出上述判决。

## 个人形象

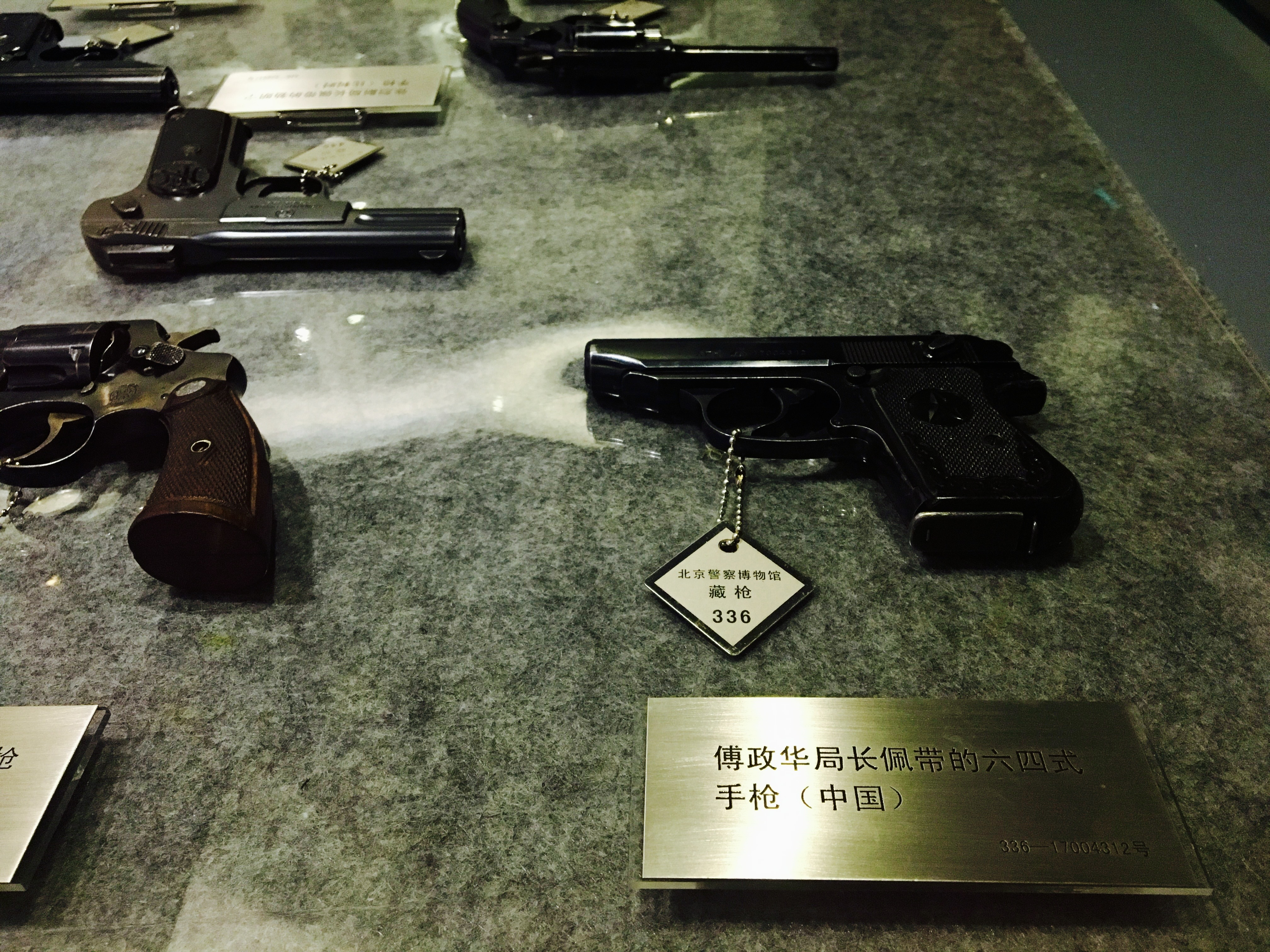
北京警察博物馆展示的傅政华担任北京市公安局局长时期佩戴的六四式手枪，拍摄于2016年

傅政华时常在记者面前展现亲民形象，多次被拍到亲自持枪巡逻，其中一次是在2014年元旦。
傅政华2010年刚上任北京市公安局局长，提出治警铁纪“三个凡是”：凡是向犯罪嫌疑人通风报信的，一律给予行政开除处分；凡是泄露警务工作秘密、违法办案、办人情案的，一律视情节给予纪律处分直至开除；凡是打听案情、说情托人、接受吃请、收受财物的，一律视情节给予纪律处分直至开除。
傅政华剛上任公安部副部长不久；人民网在2013年8月的一篇專文報道裡，曾引述其身边朋友同事稱，傅“不吸烟不喝酒，喜欢看书、研究问题，对刑侦工作尤其热爱”。